# Pitztalský most
Pitztalský most (německy Pitztalbrücke) je silniční most v údolí Oberinntal východně od Imstu v Tyrolsku v Rakousku. Překlenuje řeku Inn, Arlberskou železnici a příjezdovou silnici k železniční stanici Imst-Pitztal (Brennbichlstraße L61). Kříží ji Pitztalstraße (L16), která spojuje Pitztal s Tiroler Straße (B171) a inntálskou dálnicí (A12).

## Historie
Před výstavbou mostu byl přístup do údolí Pitztal úzkými silnicemi. Cesta vedla z Tiroler Straße na dno údolí do úrovně asi 50 m a na druhé straně přes Arzlerský les opět nahoru ve strmých serpentinách. S rostoucím provozem rostla i touha po rychlejším a bezpečnějším přístupu do údolí a k ledovcovému lyžařskému areálu v Mittelbergferneru, který byl otevřen v roce 1983. Most byl postaven během dvou let podle plánů firmy Mayreder, Kraus & Co. a otevřen 24. září 1983, kdy jej navštívilo přibližně 6 000 lidí. Náklady na stavbu činily přibližně 50 milionů šilinků.

## Popis
Silniční obloukový most dlouhý 220 m byl jako jeden z prvních v Tyrolsku postaven jako konzolová konstrukce. Železobetonový oblouk má rozpětí 169 m a vzepětí 32,5 m. Byl vybetonován po částech a zavěšen pomocí pomocných výztuh. Vozovka je položena na sloupy, které jsou usazeny na oblouku. Na stavbu bylo použito více než 800 m³ betonu a 120 t oceli.
V době výstavby byl Pitztalský most největším mostem postaveným touto metodou v Evropě.